# Roald Hoffmann
Roald Hoffmann (születési nevén Roald Safran, Złoczów, 1937. július 18. –) lengyel–amerikai elméleti kémikus. 1981-ben kémiai Nobel-díjjal tüntették ki, Fukui Kenicsivel megosztva, „a kémiai reakciók mechanizmusainak (egymástól függetlenül végzett) vizsgálatáért”.

## Életrajz
1937. július 18-án született a Második Lengyel Köztársaság területén levő Złoczów településen. Zsidó családba született, édesanyja Clara (leánykori családnevén Rosen), édesapja Hillel Safran. 1939-ben kitört a második világháború, melynek hatására 1941-ben megkezdődött a lengyel zsidóság megsemmisítése. Gettóba, majd munkatáborba került családjával. Édesapja 1943-ban kicsempészte őt és édesanyját a munkatáborból. A háború hátralevő részében egy ukrán egy falu[pontosabban?] iskolapadlásán bújtatta őt édesanyjával.  Édesapja a munkatáborban maradt, ahol 1943-ban szökési kísérletet szervezett, amit fölfedeztek és emiatt 1943 júniusában a nácik megölték. A Vörös Hadsereg hatására 1944 júniusában szabadulhattak édesanyjával.
1946-ban Lengyelországból Csehszlovákiába mentek. Onnan az ausztriai Bindermichel kitelepítettek táborába kerültek. 1947-ben a németországi Wasseralfingen, majd München táborába kerültek. 1949. február 21-én, Washington születésnapján érkeztek az Amerikai Egyesült Államokba. 1955-ben kezdte meg a tanulmányait a Columbia College-n orvostanhallgatóként. 1958-ban kezdte meg a diplomamunkáját a Harvard Egyetemen.